# Universidad de Santo Tomás (Costa Rica)
La Universidad de Santo Tomás fue la primera universidad de Costa Rica, en funcionamiento entre 1843 y 1888. De sus aulas salieron los principales líderes políticos de Costa Rica de finales del siglo XIX y principios del XX.

## Historia

### 45 años de funcionamiento
De orientación católica, fue creada el 3 de mayo de 1843 mediante decreto 11 del gobierno del Sr. José María Alfaro Zamora, y por la iniciativa y esfuerzo del entonces Ministro general Dr. José María Castro Madriz. Esa universidad se estableció sobre la base de la preexistente Casa de Enseñanza de Santo Tomás, fundada en 1814 por el Obispo Diocesano de Costa Rica y Nicaragua Don Nicolás García Jerez. Contó con Facultades en Teología, Derecho, Letras y Ciencias Naturales.
En 1888 el Secretario de Estado Mauro Fernández Acuña decide cerrar la Universidad, pues se consideraba que la Universidad no estaba correctamente organizada y que era más importante fortalecer la educación media, antes de enfocarse en la formación superior. Una vez cerradas las puertas de la Universidad, las instalaciones fueron ocupadas entre otros entes, por el Registro de la Propiedad, los Archivos Nacionales y la Corte Suprema de Justicia. En lugar de la universidad se pensaba crear Escuelas Superiores Profesionales, que no llegaron a abrirse.

### Después de la clausura
En 1890, por iniciativa del antiguo Rector Félix Arcadio Montero Monge, se derogó el decreto que cerraba la Universidad, pero esta nunca llegó a reabrirse.
No fue hasta 1941 cuando la Universidad de Costa Rica abrió sus puertas, como sucesora de la Universidad de Santo Tomás. La nueva casa de estudios retoma el escudo utilizado por su predecesora: un óvalo sobre un fondo azul claro, una montaña y un girasol mirando hacia el sol naciente. La inscripción del escudo es Lucem Aspicio («En búsqueda de la luz»).
En 1993, la Conferencia Episcopal de Costa Rica fundó la Universidad Católica de Costa Rica (UCR)«, convirtiéndose en la primera casa de educación superior católica oficial del país desde la desaparición de la Universidad de Santo Tomás.

## Rectores
- Juan de los Santos Madriz y Cervantes (1844-1849)
- Nazario Toledo (1850-1856)
- Francisco María Iglesias Llorente (interino, 1856)
- Nazario Toledo (1856-1859)
- Baltazar Salazar Zeledón (interino, 1859)
- Bruno Carranza Ramírez (1859)
- José María Castro Madriz (1860-1866)
- Eusebio Figueroa Oreamuno (1866)
- Lorenzo Montúfar y Rivera (1867-1868)
- José Gregorio Trejos Gutiérrez (1868)
- Domingo Rivas Salvatierra (1869)
- Vicente Herrera Zeledón (1870)
- Ramón Carranza Ramírez (1870-1871)
- José María Castro Madriz (1871-1875)
- Lorenzo Montúfar y Rivera (1875)
- Nicolás Gallegos Castro (1875-1876)
- José María Castro Madriz (1877-1883)
- Eusebio Figueroa Oreamuno (1883)
- Vicente Sáenz Llorente (1883-1885)
- Alejandro Alvarado García (1886)
- Carlos Durán Cartín (1887)
- Juan José Ulloa Solares (1888)
- Pedro María León-Páez y Brown (interino, 1888)
- Ricardo Jiménez Oreamuno (interino, 1888)
- Félix Arcadio Montero Monge (interino, 1888)